# حرضوم

بابل في زمن حمورابي ، ق. 1792-1750 ق

حرضوم (خربة الدنية الحديثة، العراق)، هي مدينة قديمة في الشرق الأدنى على نهر الفرات الأوسط على بعد 90 كيلومترًا جنوب شرق ماري.

## التاريخ
بينما تم احتلال موقع حرضوم في وقت سابق ، حيث ورد ذكره في نصوص من ماري ،  إلا أنه لم ينمو ليصبح مدينة مناسبة حتى القرن الثامن عشر قبل الميلاد تحت سيطرة الأسرة الأولى لبابل . أقدم سجل مؤرخ يعود إلى العام السادس والعشرين للملك سامسو إيلونا ملك بابل. أقراص من عهد أبي إيشوح ، عممي ديتانا ، عممي صادوقا ، و سامسو ديتانا كما تم العثور عليها في حرضوم. تم تدمير بلدة حرضوم في عهد سانتا ديتانا.
تشتهر حرضوم بكونها واحدة من أقدم الأمثلة على المدينة المخططة ، مع تخطيط مربع وشوارع مستقيمة.

## علم الآثار
موقع حرضوم صغير ، مساحته حوالي 1.5 هكتار. تم التنقيب عنه لستة مواسم في الثمانينيات من قبل فريق من Délégation Archéologique Française en Iraq بقيادة كريستين كيبنسكي-ليكومتي. كان العمل عبارة عن عملية إنقاذ استجابةً لبناء السدود.

## روابط خارجية
- مخطط موقع مركز مدينة حرضوم
- مخطط موقع Haradum في La Maison René-Ginouvès